# Université du Nord de l'Ohio
L'université du Nord de l'Ohio (en anglais : Ohio Northern University ou ONU) est une université privée américaine située à Ada dans l'Ohio.

## Source
- (en) Cet article est partiellement ou en totalité issu de l’article de Wikipédia en anglais intitulé « Ohio Northern University » (voir la liste des auteurs).